# You Me at Six
You Me at Six és un grup de rock britànic de Weybridge, Surrey.

## Discografia
- Take Off Your Colours (2008)
- Hold Me Down (2010)
- Sinners Never Sleep (2011).[1]